# مردی از غرب
مردی از غرب (انگلیسی: Man of the West) فیلمی در ژانر وسترن به کارگردانی آنتونی مان است که در سال ۱۹۵۸منتشر شد.

## بازیگران
- گری کوپر در نقش لینک جونز
- جولی لاندن در نقش بیلی الیس
- لی جی. کاب در نقش داک توبین
- آرتور اوکانل در نقش سام بیسلی
- جک لرد
- رویال دانو

## خلاصه داستان
لینک جونز (کوپر)، تگزاسی از همه‌جا بی‌خبر، سوار قطار می‌شود تا معلم مدرسه‌ای را از فورت وورت به شهر خود بیاورد. سام بیسلی (اوکانل) متقلب با کمک بیلی الیس (لندن)، زن خواننده کافه در قطار، نقشه سرکیسه کردن لینک و تصاحب پول‌هایی را دارد که اهالی برای استخدام معلم به او سپرده‌اند؛ که دارودسته داک توبین (کاب) جلوی قطار را می‌گیرند.
لینک، بیسلی و بیلی پیاده راه می‌افتند و گذارشان به کلبه توبین در همان حوالی می‌افتد. آن‌جا آشکار می‌شود که لینک، برادرزاده داک و سابقاً عضو دارودسته او بوده‌است. داک از یافتن مجدد لینک خوشحال است اما پسرانش بیشتر مجذوب جاذبه بیلی شده‌اند و لینک برای این‌که جلوی تعدی آنان به بیلی را بگیرد، با دشواری روبه‌رو می‌شود.
نقشه سرقت یک بانک در شهری متروکه رقابت‌های خانوادگی را تشدید می‌کند و سرانجام لینک و داک را رودرروی هم قرار می‌دهد…